# 클라우디아 트라이사크
클라우디아 트라이사크(Claudia Traisac, 1992년 12월 14일 ~ )는 스페인의 배우이다.